# رابط لتفعيل الخلايا التائية
الرابط لتنشيط الخلايا التائية المعروف أيضًا باسم رابط الخلايا التائية المنشطة أو LAT، هو بروتين يتم ترميزه في البشر بواسطة جين LAT.ينتج عن التضفير البديل متغيرات نسخ متعددة ترميز الأشكال الإسوية المختلفة.[بحاجة لمصدر]

## الوظيفة
يتم فسفرة البروتين المشفر بواسطة هذا الجين بواسطة كينازات التيروزين البروتينية ZAP70 / Syk بعد تنشيط مسار تحويل إشارة مستقبلات الخلايا التائية (TCR).يتحول بروتين الغشاء هذا إلى طوافات دهنية (تُعرف أيضًا باسم النطاقات الدقيقة المخصبة بالجليكوسفينجوليبيد أو GEMs) ويعمل كموقع لربط البروتينات المحتوية على مجال SH2.

## الإكتشاف
تم وصف LAT في أوائل التسعينيات كبروتين فوسفوري قدره 36-38 كيلو دالتون (ص 36-38)يمكن فسفرته بسرعة على بقايا التيروزين بعد ربط TCR.كشف استنساخ الجين أن منتج البروتين هو بروتين عبر الغشاء من النوع الثالث (بدون قائد) مكون من 262 من الأحماض الأمينية (شكل طويل) أو 233 من الأحماض الأمينية (شكل قصير) في البشر ، و 242 من الأحماض الأمينية في الفئران ، و 241 من الأحماض الأمينية في الفئران.

## التفاعلات
لقد ثبت أن رابط تنشيط الخلايا التائية يتفاعل مع:
- GRAP2
- GRAP
- Grb2
- ITK
- MAP4K1
- PIK3R1
- PLCG1
- SHB
- VAV1
- ZAP-70